# Strahlhorn
O Strahlhorn, que se encontra entre o Colo do Simplon e o Colo do Grande São Bernardo, é uma montanha dos Alpes valaisanos na Suíça, e a parte mais meridional do Maciço dos Mischabels. Com 4 190 m faz parte dos cumes dos Alpes com mais de 4000 m.
A primeira ascensão teve lugar a 15 de Agosto de 1854 por por Christopher Smyth, Ulrich Lauener, Edmund J. Grenville e Franz Andenmatten.